# Berrahal
Berrahal est une commune de la wilaya d'Annaba en Algérie.

## Géographie
La commune de Berrahal est située à 30 km à l'ouest de la wilaya d'Annaba.
|                               | Treat, Oued El Aneb |                              |
| Ben Azzouz (wilaya de Skikda) | Berrahal            | El Bouni, Sidi Amar, Cheurfa |
|                               | Eulma               |                              |